# 五一镇 (外贝加尔边疆区)
五一镇（羅馬化：Pervomayskiy），旧称斯柳江卡（Слюдянка），是俄罗斯外贝加尔边疆区的市级镇，属石勒喀区，离音果达河与鄂嫩河汇合处不远，在区行政中心石勒喀西南、边疆区首府赤塔东偏南方。
该地2021年人口有11,343人；2010年人口12,154；2002年人口13,098；1989年人口16,299。